# Atrato (rijeka)
Atrato je rijeka u sjeverozapadnoj Kolumbiji. Ulijeva se u Karipsko more.

## Vanjske poveznice
|  | Zajednički poslužitelj ima još gradiva o temi Atrato (rijeka) |